# Латковский, Викентий Казимирович
Викентий Казимирович Латковский (1899—1983) — латвийский, советский хозяйственный, государственный и политический деятель.

## Биография
Родился в 1899 году в Дагдской волости. Член ВКП(б) с 1921 года. Братом его жены был Бронислав Трубиньш.
В 1916—1950 гг. — слушатель педагогических курсов в Резекне, учитель в Латвии, на подпольной коммунистической работе; после 1940 года — член Даугавпилсского городского совета, инспектор народного образования, заместитель народного комиссара внутренних дел, народный комиссар продовольственной промышленности Латвийской ССР, заместитель министра продовольственной промышленности Латвийской ССР, заместитель начальника управления Латвийского совнархоза, заместитель министра продовольственной промышленности Латвийской ССР.
Избирался депутатом Верховного Совета СССР 1-го и 2-го созывов.
Умер в 1983 году.
Внук Андрей Адольфович Латковский (род. 1949), гражданский муж певицы Лаймы Вайкуле.